# عقل سلیم آزاد اندیش
عقل سلیم آزاد اندیش (OMCS) یک پروژه هوش مصنوعی در آزمایشگاه رسانه واقع در مؤسسه فناوری ماساچوست (MIT) است. هدف این پروژه ایجاد و استفاده از یک پایگاه دانش عام از مشارکت هزاران نفر در سراسر اینترنت است که از سال ۱۹۹۹ تا ۲۰۱۶ فعال بوده‌است.
از زمان تأسیس، بیش از یک میلیون اطلاعات به زبان انگلیسی را از بیش از ۱۵۰۰۰ مشارکت‌کننده، علاوه بر پایگاه‌های دانش به زبان‌های دیگر، جمع‌آوری کرده‌است. بخش اعظمی از نرم‌افزار OMCS (عقل سلیم) بر روی ۳مولفهٔ به هم پیوسته ساخته شده‌است: مجموعهٔ زبان طبیعی که افراد مستقیماً با آن تعامل ایجاد می‌کنند، یک شبکه معنایی ساخته شده از این مجموعه به نام ConceptNet، و یک نمایش مبتنی بر ماتریس از ConceptNet به نام AnalogySpace که می‌تواند دانش و اطلاعات جدیدی را با استفاده از کاهش ابعاد استنباط کند. دانش جمع‌آوری شده توسط پروژه عقل سلیم پروژه‌های تحقیقاتی را در دانشگاهMIT و جاهای دیگر فعال کرده‌است.

## تاریخچه
این پروژه حاصل تفکرات ماروین مینسکی، پوش سینگ، کاترین هاواسی و دیگران است. توسعهٔ این پروژه در سپتامبر ۱۹۹۹ آغاز شد و یک سال بعد خبر آن در اینترنت همگانی شد. کاترین هاواسی در پایان‌نامه خودایده ای که در آن زمان تنها در مراحل اولیه خود بود آن را به عنوان "تلاشی برای … کنترل قسمتی از قدرت محاسباتی که بین انسان‌ها در اینترنت توزیع شده، " توصیف می‌کند. عقل سلیم OMCS اصلی و نسخهٔ قبلی آن تحت تأثیر وب سایت Everything2 قرار گرفته‌است و یک رابط مینیمالیستی را ارائه می‌دهد که از Google الهام گرفته شده‌است.
این پروژه هم‌اکنون توسط کاترین هاواسی در گروه بینش دیجیتال در آزمایشگاه رسانه ای MIT در حال اجراست.

## پایگاه داده و وب سایت
دانش و اطلاعات گوناگونی در OMCS وجود دارد. برخی از عبارات روابط بین موجودیت‌ها یا رخدادها را نشان می‌دهد، که توسط زبان طبیعی به صورت عبارات ساده شده بیان می‌شود: برای مثال: «یک کت برای گرم نگه داشتن استفاده می‌شود»، «خورشید بسیار داغ است»، و «آخرین کاری که بعد از پختن شام انجام می‌دهید این است که ظرف‌های خود را بشورید». پایگاه داده شامل اطلاعاتی همانند موقعیت‌های احساسی، در جملاتی مانند «وقت گذرانی با دوستان باعث شادمانی می‌شود» و «رانندگی با خودروی خراب باعث عصبانیت می‌شود». OMCS شامل اطلاعاتی در مورد خواسته‌ها و اهداف افراد، اعم از بزرگ و کوچک است، مانند «مردم می‌خواهند مورد احترام باشند» و «مردم قهوه خوب می‌خواهند».
در فرمت اصلی، پایگاه داده OMCS مجموعه از جملات کوتاه است که برخی اطلاعات جامع را منتقل می‌کند. برای استفاده از این اطلاعات، باید به یک حالت بصری ساختار مندی تبدیل شود.

## شبکهٔ مفهومی (معنایی)
ConceptNet یک شبکه معنایی مبتنی بر اطلاعات واقع در پایگاه داده OMCS است. این شبکهٔ معنایی به عنوان یک گراف جهت دار بیان می‌شود که گره‌ها مفاهیم آن هستند و یال‌ها ادعاهایی از عقل سلیم در رابطه با این مفاهیم هستند.